# Kanton Moyenneville
Der Kanton Moyenneville war bis 2015 ein französischer Wahlkreis im Arrondissement Abbeville, im Département Somme und in der Region Picardie; sein Hauptort war Moyenneville. Vertreter im Generalrat des Départements war zuletzt von 2009 bis 2015 Bernard Davergne (PS). 
Der Kanton Moyenneville war 121,48 km² groß und hatte 8.817 Einwohner (Stand: 1999), was einer Bevölkerungsdichte von rund 73 Einwohnern pro km² entsprach. Er lag im Mittel 77 m hoch, zwischen 3 m in Cahon und 121 m in Feuquières-en-Vimeu.

## Gemeinden
Der Kanton bestand aus 14 Gemeinden:
| Gemeinde            | Einwohner Jahr | Fläche km² | Bevölkerungsdichte | Code INSEE | Postleitzahl |
| ------------------- | -------------- | ---------- | ------------------ | ---------- | ------------ |
| Acheux-en-Vimeu     | 525 (2013)     | –          | – Einw./km²        | 80004      | 80210        |
| Béhen               | 474 (2013)     | –          | – Einw./km²        | 80076      | 80870        |
| Cahon               | 214 (2013)     | –          | – Einw./km²        | 80161      | 80132        |
| Chépy               | 1.276 (2013)   | –          | – Einw./km²        | 80190      | 80210        |
| Ercourt             | 121 (2013)     | –          | – Einw./km²        | 80280      | 80210        |
| Feuquières-en-Vimeu | 2.527 (2013)   | –          | – Einw./km²        | 80308      | 80210        |
| Grébault-Mesnil     | 232 (2013)     | –          | – Einw./km²        | 80388      | 80140        |
| Huchenneville       | 660 (2013)     | –          | – Einw./km²        | 80444      | 80132        |
| Miannay             | 554 (2013)     | –          | – Einw./km²        | 80546      | 80132        |
| Moyenneville        | 707 (2013)     | –          | – Einw./km²        | 80578      | 80870        |
| Quesnoy-le-Montant  | 582 (2013)     | –          | – Einw./km²        | 80654      | 80132        |
| Saint-Maxent        | 393 (2013)     | –          | – Einw./km²        | 80710      | 80140        |
| Tœufles             | 297 (2013)     | –          | – Einw./km²        | 80764      | 80870        |
| Tours-en-Vimeu      | 867 (2013)     | –          | – Einw./km²        | 80765      | 80210        |